# George Savile, 1:e markis av Halifax

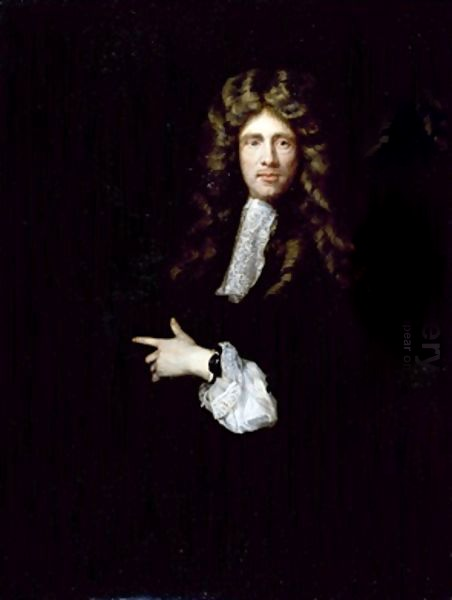
George Savile, 1:e markis av Halifax.

George Savile, 1:e markis av Halifax, 1:e earl av Halifax, 1:e viscount Halifax, 4:e baronet, född den 11 november 1633, död den 5 april 1695, var en engelsk statsman. 
Savile, som tillhörde en ansedd Yorkshire-släkt, satt 1660 i "Convention Parliament", upphöjdes december 1667 till baron Savile och viscount Halifax samt slöt sig i överhuset till de så kallade trimmers eller medelvägsmännen, vilkas främsta förmåga han var. 
Han bekämpade ivrigt "cabalens" överdrivet franskvänliga politik och medverkade 1673 energiskt till testaktens antagande. Efter Danbys fall kom Halifax åter i gunst hos Karl II som 1679 gjorde honom till earl av Halifax och åter inkallade honom i rådet, vilket han 1672-76 tillhört. 
Han råkade emellertid snart i oenighet med Shaftesbury och andra sina rådskolleger angående frågan om den romersk-katolske prins Jakobs uteslutande från tronföljden (exklusionsbillen) och hertigens av Monmouth antagande till tronföljare och genom sitt glänsande tal den 15 november 1680 medverkade han till exklusionsbillens förkastande i överhuset. 
Halifax åtnjöt redan förut stadgat rykte som glänsande parlamentarisk talare, och hans oratoriska duell vid detta tillfälle med Shaftesbury tillhör de ryktbaraste episoderna i överhusets annaler. Underhuset begärde hans "skiljande för alltid från konungens person och råd", men Karl II ej blott behöll honom i rådet, utan upphöjde honom till markis av Halifax och lord privy seal (1682).
Om Halifax också försvarade den legitima tronföljdsordningen, önskade han likväl genom en limitation bill, som dock förkastades, begränsa Jakobs makt och göra Vilhelm av Oranien till den verkligen styrande. Vid sin tronbestigning (februari 1685) utnämnde Jakob honom till president i Privy council (hemliga rådet), varigenom han visserligen fick högre rang än förut, men förlorade det politiska inflytande han förut utövat.
I oktober samma år avlägsnades Halifax ur rådet, emedan han gjort invändningar mot kungens överträdelser av testakten. Invigd i planen att till hävdande av Englands frihet och religion emot Jakobs despotism och katolska nit inbjuda prins Vilhelm av Oranien till England,  förklarade han sig emot varje väpnad inblandning från prinsens sida, och efter dennes landstigning uppträdde han som medlare mellan honom och kungen.
Först då Jakob II genom sin flykt gjort all tanke på hans restauration omöjlig, slöt sig Halifax till Vilhelm. Han utsågs till talman i överhuset (januari 1689) och därefter till lord privy seal, men lämnade redan i februari 1690 kabinettet, nominellt behållande sin plats i Privy council, samt uppträdde sedan vid flera tillfällen i överhuset med ganska bitter kritik av regeringens politik.
I juni 1692 ströks hans namn från listan på rådsledamöter. Halifax utgav åtskilliga skrifter av politiskt och historiskt innehåll, av vilka den anonyma flygskriften On the character of a trimmer (1684 eller 1685) väckte största uppseendet.